# Linea alba

Querschnitt durch die Bauchdecke
Zentral die Linea alba. Der laterale Musculus rectus abdominis (im Bild RECTUS) ist angeschnitten

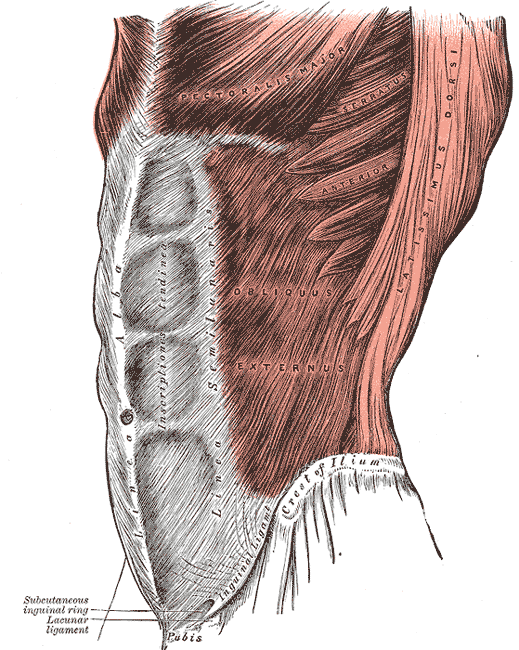
Musculus obliquus externus abdominis mit Linea alba links

Die Linea alba (lat. für „weiße Linie“) ist eine senkrechte Bindegewebsnaht in der Mitte des Bauches bei Säugetieren, die durch die Verflechtung der flächenhaften Sehnen („Sehnenplatten“) der seitlichen Bauchmuskeln entsteht. Sie reicht vom Processus xiphoideus bis zur Symphysis pubica. Oberhalb des Bauchnabels ist die Linea alba des Menschen etwa 1–2 cm breit, in Richtung Becken wird sie schmaler.
Die Linea alba setzt sich somit aus Sehnen folgender Muskeln zusammen:
- Musculus obliquus externus abdominis
- Musculus obliquus internus abdominis
- Musculus transversus abdominis

Seitlich der Linea alba liegt beidseitig der Musculus rectus abdominis. Seine Zwischensehnen (Intersectiones tendineae) sind in der Linea alba verankert. In der Bauchmitte liegt auf ihr der Nabel.
Zumeist im Zuge einer Schwangerschaft kann sich die Liniea alba durch Melanineinlagerungen gelbbräunlich zur Linea fusca sive Linea nigra verfärben.

## Klinische Bedeutung
Bei einer Schwangerschaft oder bei starker Adipositas kann es zum Auseinanderweichen der beiden geraden Bauchmuskeln kommen (Rektusdiastase). Auch die Bildung einer kleinen Hernie im Bereich der Linea alba (Hernia epigastrica) ist möglich, die sich zu einem ventralen Bauchwandbruch entwickeln kann.
Die Linea alba ermöglicht, da Bindegewebe nur spärlich durchblutet ist, einen wenig blutenden Zugang zur Bauchhöhle (Abdomen) bei der Laparotomie. Nahezu alle Bauchoperationen bei Kleintieren werden daher über diesen Zugang durchgeführt.